# Skuteczna powierzchnia odbicia
Skuteczna powierzchnia odbicia (SPO) – parametr pokazujący zdolność obiektu do odbijania fal, np. radarowych (ang. radar cross section – RCS), czy dźwiękowych (sonar cross section – SCS). Zależy od wielkości pola przekroju obiektu, materiału, z jakiego obiekt jest wykonany lub jakim został pokryty, oraz ukształtowania obiektu. 
Obiekty o większej powierzchni skutecznego odbicia lepiej odbijają fale, czyli dają silniejsze echo. Mogą być zatem wykryte z większej odległości. 
Problem powierzchni skutecznego odbicia jest rozważany z dwóch stron, w zastosowaniach militarnych chodzi o zmniejszenie możliwości wykrycia obiektu przez nieprzyjaciela. Stosuje się w tym celu specjalne pokrycia i ukształtowanie samolotów i okrętów. Krańcowym (dotychczas) osiągnięciem technologii stealth jest zmniejszenie powierzchni skutecznego odbicia samolotu 10 tys. razy, co zmniejsza zasięg wykrycia samolotu 10 razy.
W zastosowaniach cywilnych pracuje się nad zwiększeniem tego parametru dla małych obiektów takich jak małe łodzie, obiekty drewniane lub z tworzyw sztucznych, pławy, małe samoloty, co pozwala na lepsze ich wykrycie i uniknięcie kolizji. 
W tym celu montuje się tzw. reflektory radarowe, składające się z trzech blach umieszczonych pod kątem prostym w stosunku do siebie (co zapewnia najlepsze odbicie fal elektromagnetycznych) lub szeregu takich reflektorów zmontowanych w jedną całość. Dla uniknięcia korozji i uszkodzeń, konstrukcje bywają obudowane tworzywem sztucznym. Dzięki ukształtowaniu powierzchnia skutecznego odbicia reflektora o wymiarach rzędu 30 cm wynosi kilka m².